# Unjong
Ŭnjŏng-guyŏk (Hán Việt: Ân Tình khu vực) là một trong 19 đơn vị hành chính của thủ đô Bình Nhưỡng, Cộng hòa Dân chủ Nhân dân Triều Tiên. Khu vực nằm ở đông bắc thành phố và giáp với Ryongsong ở phía tây và nam. Năm 1996, từ một huyện, Unjong trở thành một khu vực của Bình Nhưỡng. Năm 2008, dân cư khu vực Unjong là 47.569 người, gồm 23.831 nam và 23.738 nữ.